# Saint-Aignan-le-Jaillard
Saint-Aignan-le-Jaillard là một xã của tỉnh Loiret, thuộc vùng Centre-Val de Loire, miền trung nước Pháp.